# 中枢性疼痛
中枢性疼痛（ちゅうすうせいとうつう、英：central pain）は、国際疼痛学会（IASP）によると「中枢神経の損傷や機能障害による痛み」と定義されている。腕神経叢引き抜き損傷後の疼痛や幻肢痛などの、末梢神経障害により中枢神経系に影響を及ぼす痛みは含めない。

## 分類
- 視床痛
- 脊髄損傷後の疼痛

## 症状
多くは受傷より数週間～数ヶ月後、時には数年後に発症する。疼痛の性質は様々であるが、痺れを訴える場合が多いとされる。排尿、不安、感情変化などで増悪し、運動や温冷刺激などにより誘発されることもある。視床痛は半身全体、脊髄損傷後疼痛は両側に現れる場合が多い。

## 障害部位
- 延髄外側
- 視床
- 内包後脚
- 大脳皮質一次感覚野
- 大脳皮質二次感覚野

## 検査
核磁気共鳴画像法（MRI）やコンピュータ断層撮影（CT）により障害部位を特定する。病態や障害程度は、脳脊髄液検査や電気生理学的検査（somatosensory evoked potentials：SSEP）により行われる。

## 治療
- 心理療法
- 理学療法
- 薬物療法
- 神経ブロック療法
- 脳神経外科的療法

## 歴史
脳の病変により痛みが生じることは、ドイツ人医学者ルドウィッグ・エディンガーによって1891年に初めて報告された。